# بوبي هاتشينز
بوبي هاتشينز (بالإنجليزية: Bobby Hutchins)‏ هو ممثل أمريكي، ولد في 29 مارس 1925 في تاكوما في الولايات المتحدة، وتوفي في 17 مايو 1945 في ميرسيد في الولايات المتحدة.

## أعمال

### أفلام
- (1930) معلم الحيوانات الأليفة

## وصلات خارجية
- بوبي هاتشينز على موقع IMDb (الإنجليزية)
- بوبي هاتشينز على موقع تيرنر كلاسيك موفيز (الإنجليزية)
- بوبي هاتشينز على موقع أول موفي (الإنجليزية)
- بوبي هاتشينز على موقع قاعدة بيانات الفيلم (الإنجليزية)